# Mervyn Day
Mervyn Richard Day, född 26 juni 1955 i Chelmsford, England, är en engelsk före detta professionell fotbollsspelare och manager.
Day började sin fotbollskarriär i West Ham United och därefter i Leyton Orient, Aston Villa, Leeds United och Carlisle United 
Han spelade totalt 640 ligamatcher under sin 21-åriga spelarkarriär från 1973 till 1994 och var därefter manager i Carlisle United under en säsong.
Han är numera engagerad som talangscout.